# Розьдзін
Розьдзін (пол. Roździn) — село в Польщі, у гміні Клюки Белхатовського повіту Лодзинського воєводства.
Населення — 166 осіб (2011).
У 1975—1998 роках село належало до Пйотрковського воєводства.

## Демографія
Демографічна структура станом на 31 березня 2011 року:
|          | Загалом | Допрацездатний вік | Працездатний вік | Постпрацездатний вік |
| -------- | ------- | ------------------ | ---------------- | -------------------- |
| Чоловіки | 86      | 19                 | 57               | 10                   |
| Жінки    | 80      | 21                 | 41               | 18                   |
| Разом    | 166     | 40                 | 98               | 28                   |